# Cámara de la Pequeña Industria del Guayas
La Cámara de la Pequeña Industrias del Guayas (CAPIG) es un conjunto de Gremios y Asociaciones fundada el 24 de junio de 1969. Su actual director ejecutivo es Cristina Vera.

## Historia
La Cámara de la Pequeña Industria del Guayas es una organización privada sin fines de lucro y autofinanciada que tiene el objetivo de garantizar la calidad de los productos y servicios del Ecuador que se identifican con el sello de calidad de “La Huella”. Su objetivo principal es el generar el apoyo a la producción sostenible de bienes y servicios en la provincia del Guayas a través de asesorías y servicios para el desarrollo empresarial, con la creación o consolidación de unidades de producción, comercio o servicios, liderando su desarrollo empresarial por medio de, apoyo empresarial, promoción comercial y servicios financieros.

## Categorías
Dentro de las categorías de las empresas que forman parte de la Cámara de la Pequeña Industria se destacan las siguientes. El sector agrícola el cual es uno de los más importantes dentro de la economía nacional cubre el 95% de la demanda interna y genera empleo al 25% de la población.  El sector automotor que es el conjunto y organizaciones relacionadas en las áreas de diseño, manufactura, ensamblaje y comercialización de los vehículos. Genera empleos ya que además de la mano de obra indirecta requiere otros recursos para la elaboración de los vehículos. El sector hotelero comprende aquellos establecimientos que facilitan alojamiento con o sin servicio complementarios. El sector manufactura o también conocido como el sector secundario es aquella industria que se dedica a la transformación de diferentes materias primas en productos y bienes terminados. El sector ferretero es el dedicado a la venta de materiales para la construcción o necesidades del hogar, dirigido al público en general.

## Asesorías
Como parte de apoyo que se le otorga a las pequeñas empresas, todos y cada uno de los socios obtienen en todo momento asesoría personalizada en cuanto a la creación de empresas industriales, comerciales, de servicio y mercados.Las empresas industriales tiene asesorías en temas referentes a:
- Normativas: ISO 9000, 14000, 18000, 26000, BPM, HACCP.[5]
- Producción: Lean manufacturing, 5´S, Kaizen.[5]
- Seguridad y salud ocupacional: Las empresas comerciales y de servicio asesorías en temas de:
  - Recursos humanos: Headhunting, coaching.
  - Asesoría financiera: Elaboración de proyectos financieros.
  - Comercio exterior: Canalización de información de oportunidades comerciales.

### Asesoría legal
Para solucionar problemas relacionados con aplicación de normativas, leyes Laborales, propiedad intelectual, constitución de compañías. La cámara de la pequeña industria del guayas asesora en trámites en la Muy Ilustre Municipalidad de Guayaquil; Trámites en el Benemérito Cuerpo de Bomberos; Presentación de denuncia por pérdida de documentos; Presentación de Denuncia por robo en la Fiscalía Provincial del Guayas; Asesorías en demandas por pensiones alimenticias y demás casos relacionados en los Juzgados de la Niñez, adolescencia y la familia; Pone a su disposición nuestra base de resoluciones, acuerdos ministeriales, decretos ejecutivos, Leyes y demás, que se hayan publicado en el Registro oficial. La información que solicite le servirá para conocer el marco jurídico en el que se encuentra su negocio; Revisión de contratos privados, asegurándole una adecuada y eficaz seguridad a sus negocios

### Contratos
Elaboración y redacción de contratos de trabajo: por tiempo indefinido, a plazo fijo con término de prueba, por obra cierta, eventual, temporal, ocasional, término de doméstico.

### Propiedad intelectual
Registra tu marca, Vigila tu marca, renueva tu marca, consultas y asesorías.
Empresarial 
En el tema empresarial te asesora para saber cómo lograr un aumento de capital, transferencia de acciones, elaboración de juntas generales, elaboración de nombramientos de representante legal entre otras.

### Desarrollo
La presencia en ferias de pequeñas empresas que forman parte de la cámara de la pequeña industria en guayas, fomenta el Coworking, networtking, red de beneficios, alianzas coooperacion para formar relaciones empresariales, crear y desarrollar oportunidades de negocio, compartir información y buscar clientes potenciales.

### Soporte y crecimiento
El Instituto de Profesionales de la Cámara de la Pequeña Industria del Guayas brinda programas de capacitación empresarial en temas de administración y gestión productiva, capacitaciones inprocapig, Workshop,Conferencias y foros que se ajustan modularmente a las características, especificaciones y posibilidades de los interesados.

### Innovación y tecnología
La innovación es la introducción de nuevos productos y servicios, nuevos procesos, nuevas fuentes de abastecimiento y cambios en la organización industrial, de manera continua, y orientados al cliente, consumidor o usuario.

## Fortalecimiento

### Servicios y capacitaciones
El instituto profesional de la Cámara de la pequeña industria del Guayas brinda programas de capacitación empresarial en temas administrativos y de gestión productiva, que se ajustan modularmente a las características especificaciones y posibilidades del interesado
La base de datos de la CAPIG refleja que existen 1110 PYMES en la ciudad de Guayaquil que se encuentran registrados en la red de negocios de la Cámara.